# Grupo Promerica
Banpro Grupo Promerica es un grupo financiero nicaragüense creado en noviembre de 1991 por Ramiro Ortiz Mayorga, junto a 133 socios procedentes de diversas actividades económicas.

## Historia
Desde su fundación ha participado en varios campos económicos fundando empresas y apoyando diferentes proyectos. En 2011 compra a la empresa ARDISA el periódico El Nuevo Diario, al que cambia de línea editorial, que junto a  Metro, un periódico gratuito repartido en el área de Managua, y Maje, un sitio de perfil juvenil, conforma la empresa Editorial Nuevo Amanecer, que cerrarían en 2019 en el contexto de la crisis sociopolítica abierta en el país.

## Filiales
Banpro Grupo Promerica tiene presencia en varios países de América:
- En 1992 abrió en Costa Rica Banco Promerica Costa Rica,
- En 1996 en El Salvador Banco Promerica El Salvador,
- En 2000 abrió Produbanco en Ecuador
- También en 2000 Banco Promerica abrió en la República Dominicana
- En 2001 en Honduras Banco Promerica Honduras
- En 2002 en Panamá St. Georges Bank Grupo Promerica en Panamá.
- En 2007 le tocó el turno a Guatemala donde se abrió Banco Promerica Guatemala,
- También en 2007 en Islas Caimán con St. Georges Bank Grupo Promerica en Islas Caimán.[4]